# Municipio de Fawn (condado de Allegheny)
El municipio de Fawn (en inglés: Fawn Township) es un municipio ubicado en el condado de Allegheny en el estado estadounidense de Pensilvania. En el año 2000 tenía una población de 2504 habitantes y una densidad poblacional de 74.8 personas por km².

## Geografía
El municipio de Fawn se encuentra ubicado en las coordenadas 40°39′13″N 79°44′29″O / 40.65361, -79.74139.

## Demografía
Según la Oficina del Censo en 2000 los ingresos medios por hogar en la localidad eran de $37 102 y los ingresos medios por familia eran $45 114. Los hombres tenían unos ingresos medios de $38 884 frente a los $22 041 para las mujeres. La renta per cápita para la localidad era de $18 566. Alrededor del 6.4% de la población estaban por debajo del umbral de pobreza.